# Churchill (stridsvagn)
Tank, Infantry, Mk IV, Churchill (Infanteristridsvagn Modell 4 Churchill), eller A22, var en brittisk tung infanteristridsvagn döpt efter Storbritanniens dåtida premiärminister Winston Churchill som framför allt användes under andra världskriget. Vagnen kom även att ligga till grund för en mängd specialfordon som bland annat användes i samband med Operation Overlord och tiden därefter.
Vagnen är känd för sitt robusta skydd men avsevärt undermåliga framkomlighet och pålitlighet. Dess hastighet på bra väglag uppgick sällan högre än en joggande soldat.
Churchillstridsvagnens stridsdebut var i räden i Dieppe 19 augusti 1942, som gick dåligt för dem. Många fastnade på klapperstensstranden och de som lyckades ta sig därifrån stoppades av tyska betonghinder från att ta sig in i staden. 

## Utveckling
Utvecklingen för Churchillvagnen påbörjades under slutet av 1930-talet. Ursprungligen planerades en tung stridsvagn under beteckningen A20, vilken var framtagen i enlighet med den standard som gällde under första världskriget. En prototyp byggdes men efter Frankrikes fall till Nazityskland 1940 och evakueringen från Dunkerque var dess specifikation inte längre aktuell. Ett nytt företag, biltillverkaren Vauxhall Motors, fick uppdraget att på ett år ta fram en vagn med bättre prestanda.

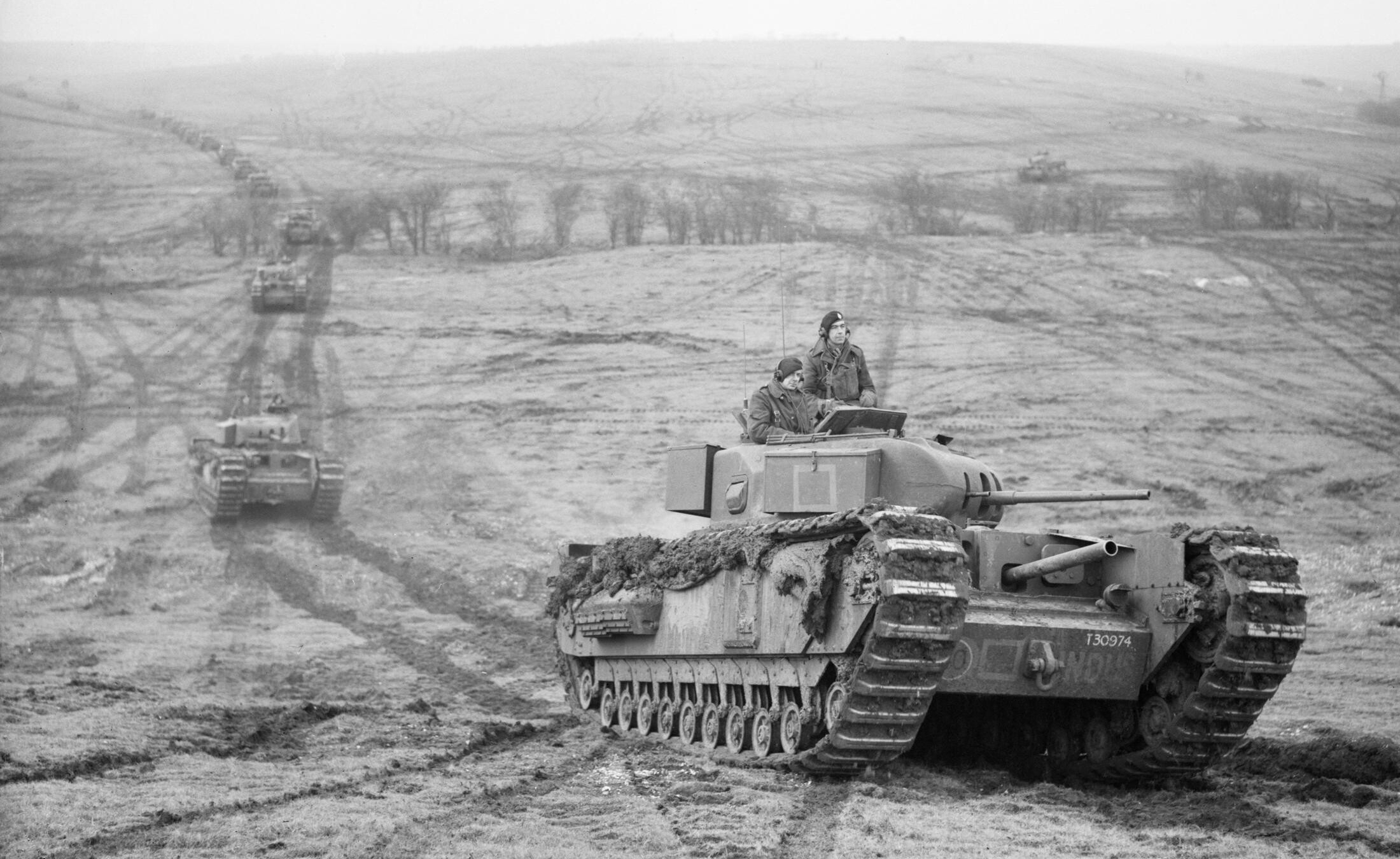
Första modellen av A22-vagnen (Churchill I), beväpnad med en 40 mm kanon i tornet och en 76,2 mm haubits i skrovet, här i konvoj 1942.

Den korta tiden, och därmed sammanhängande brist på tid för tester och utprovningar, var en starkt bidragande orsak till att vagnen befanns behäftad med stora brister. Den hade enligt Winston Churchill ”fler svagheter än jag själv”. Förutom de mekaniska problemen var beväpningen till en början undermålig i takt med den vapenutveckling som pågick under kriget. Dess ursprungliga tornbeväpning bestod av en 40 mm Ordnance QF 2-pundare som snabbt blev föråldrad mot andra moderna stridsvagnar och det ursprungliga tornutrymmet tillät inte en uppgradering till en kraftigare pjäs. Vagnens enda goda förmåga var dess pansarskydd som uppgick mellan 89 till 102 mm frontalt.
Ett nytt torn som tillät en 57 mm Ordnance QF 6-pundare för modernt pansarvärn gjorde att ett nära förestående produktionsstopp sköts på framtiden och i Slaget vid el-Alamein gjorde stridsvagnen goda insatser. Under utprovning fanns då också stridsvagnen Cromwell A27 som var en betydligt lättare vagn. 1944 utrustades vagnen med en potent Ordnance QF 75 mm kanon som avsevärt förbättrade vagnens vapenverkan. De sista varianterna Churchill VI och VII hade fördubblat pansar gentemot dess föregångare och var sannolikt bland de mest pansrade fordonen under motsvarande tid.
Sammanlagt tillverkades 5600 Churchillstridsvagnar. Vagnen användes i den brittiska armén fram till och med 1952.

## Churchill Crocodile

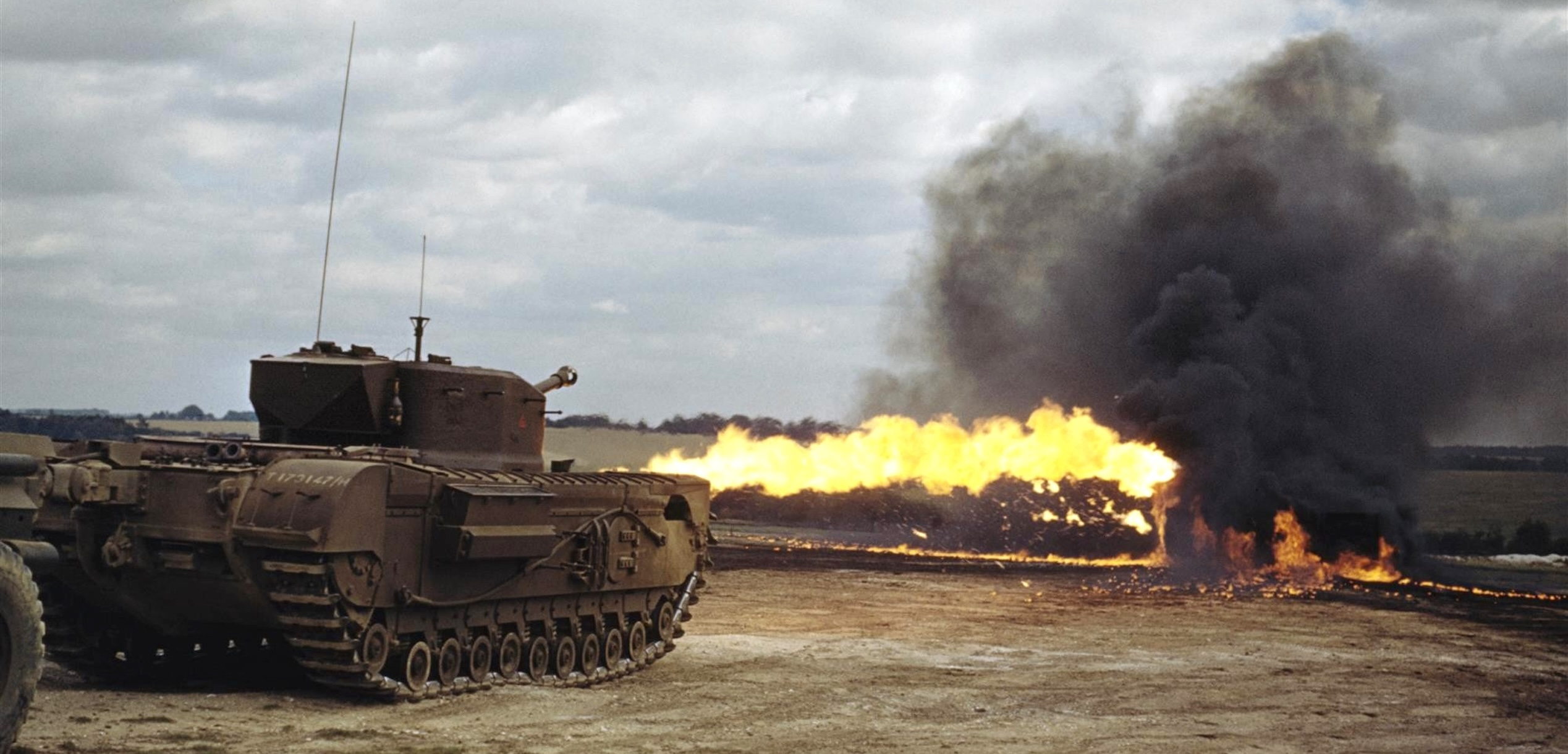
En Churchlll Crocodile, 2 Januari 1943

Churchill Crocodile (Krokodil) en eldsprutevariant av Churchill VI där den skrovmonterade kulsprutan ersatts med en skrovmonterad eldspruta. Tornbeväpningen bestod i övrigt oförändrad.
Eldsprutan hade en räckvidd på upp till 150 meter under ideala förhållanden, men vid strid under fältmässiga förhållanden var den praktiska räckviden cirka 75 meter. Bränslet till eldsprutan drogs i en släpvagn som anslöts baktill på stridsvagenen med en kardanknut. Bränsleröret var draget från släpvagnen och under stridsvagnsgolvet. Släpvagnen rymde 400 Imperial gallon (1,8 m3) med oljebrandämne som trycktes fram till vapnet med hjälp av fem tuber trycksatt kvävgas.
Churchill Crocodile tillverkades i cirka 800 exemplar och deltog i andra världskrigets strider i Italien och Nordvästeuropa.

## Beväpningsalternativ

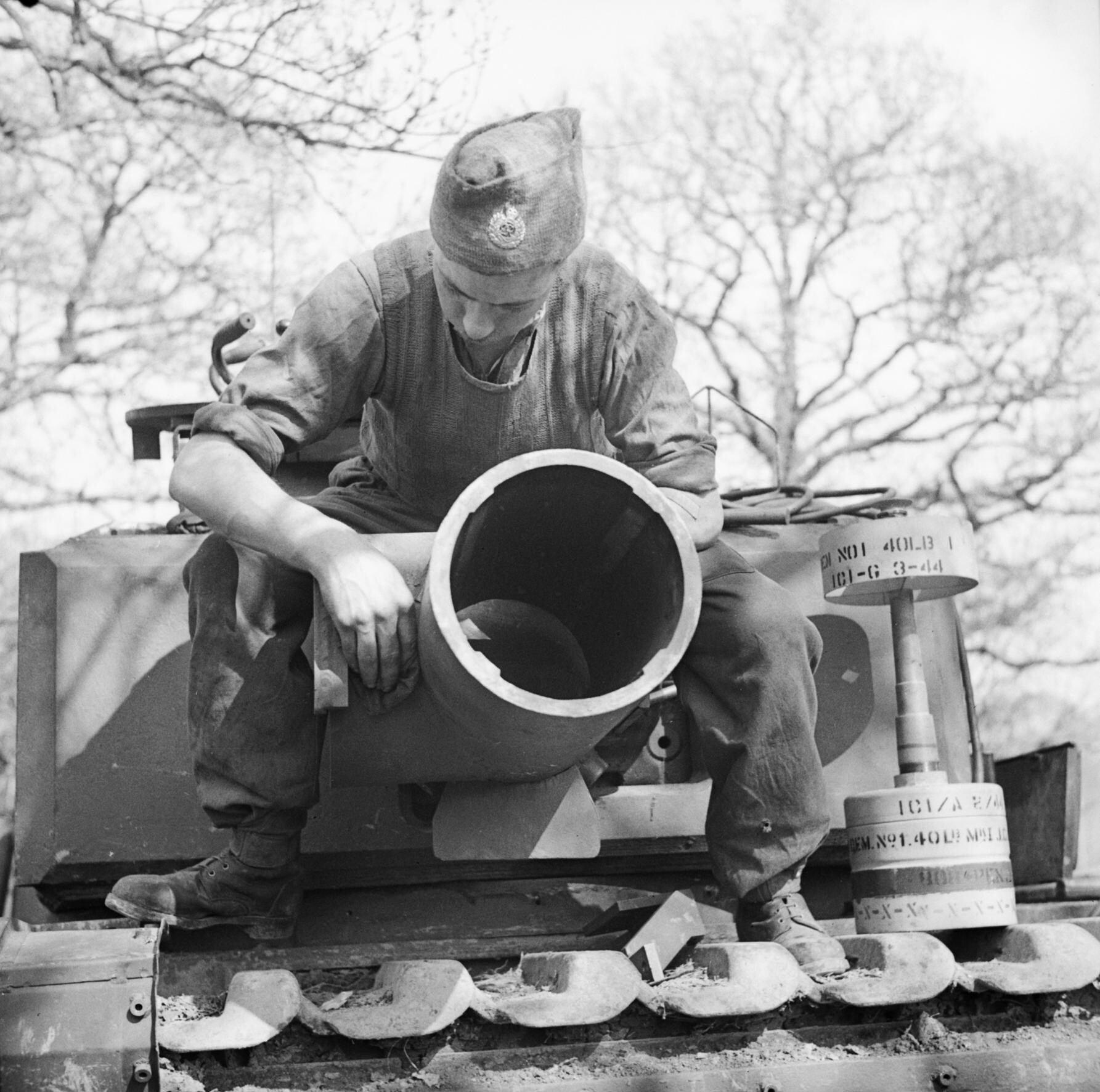
Churchill AVRE med sin 230/29 mm styrstångsmörsare. Till höger syns dess ammunition, en 228 mm kaliber styrcylinderstabiliserad petardbomb.

- Churchill I: 40 mm Ordnance QF 2-pundare, koaxial 7,92 mm BESA-kulspruta, skrovmonterad 76,2 mm Ordnance QF 3-tums haubits
- Churchill II / Churchill Ia: 40 mm Ordnance QF 2-pundare, koaxial 7,92 mm BESA-kulspruta, skrovmonterad 7,92 mm BESA-kulspruta
- Churchill II CS (Close Support): 76,2 mm Ordnance QF 3-tums haubits, koaxial 7,92 mm BESA-kulspruta, skrovmonterad 40 mm Ordnance QF 2-pundare
- Churchill III: 57 mm Ordnance QF 6-pundare, koaxial 7,92 mm BESA-kulspruta, skrovmonterad 7,92 mm BESA-kulspruta
- Churchill IV: 57 mm Ordnance QF 6-pundare, koaxial 7,92 mm BESA-kulspruta, skrovmonterad 7,92 mm BESA-kulspruta
- Churchill IV NA 75 (North American 75 mm): Amerikansk 75 mm M3 L/40 kanon med M34 lavett, koaxial 7,92 mm BESA-kulspruta, skrovmonterad 7,92 mm BESA-kulspruta
- Churchill V: Ordnance QF 95 mm haubits, koaxial 7,92 mm BESA-kulspruta, skrovmonterad 7,92 mm BESA-kulspruta
- Churchill VI: Ordnance QF 75 mm kanon, koaxial 7,92 mm BESA-kulspruta, skrovmonterad 7,92 mm BESA-kulspruta
- Churchill VII: Ordnance QF 75 mm kanon, koaxial 7,92 mm BESA-kulspruta, skrovmonterad 7,92 mm BESA-kulspruta
- Churchill VIII: Ordnance QF 95 mm haubits, koaxial 7,92 mm BESA-kulspruta, skrovmonterad 7,92 mm BESA-kulspruta
- Churchill AVRE (Armoured Vehicle Royal Engineers): 231/29 mm styrstångsmörsare (ammunition: 228 mm kaliber styrcylinderstabiliserad petardbomb),[3] koaxial 7,92 mm BESA-kulspruta, skrovmonterad 7,92 mm BESA-kulspruta
- Churchill Crocodile: Ordnance QF 75 mm kanon, koaxial 7,92 mm BESA-kulspruta, skrovmonterad eldspruta
- Churchill Gun Carrier: 76,2 mm Ordnance QF 3-tums 20cwt kanon
- Churchill Kangaroo: 7,92 mm BESA-kulspruta